# アナログ放送

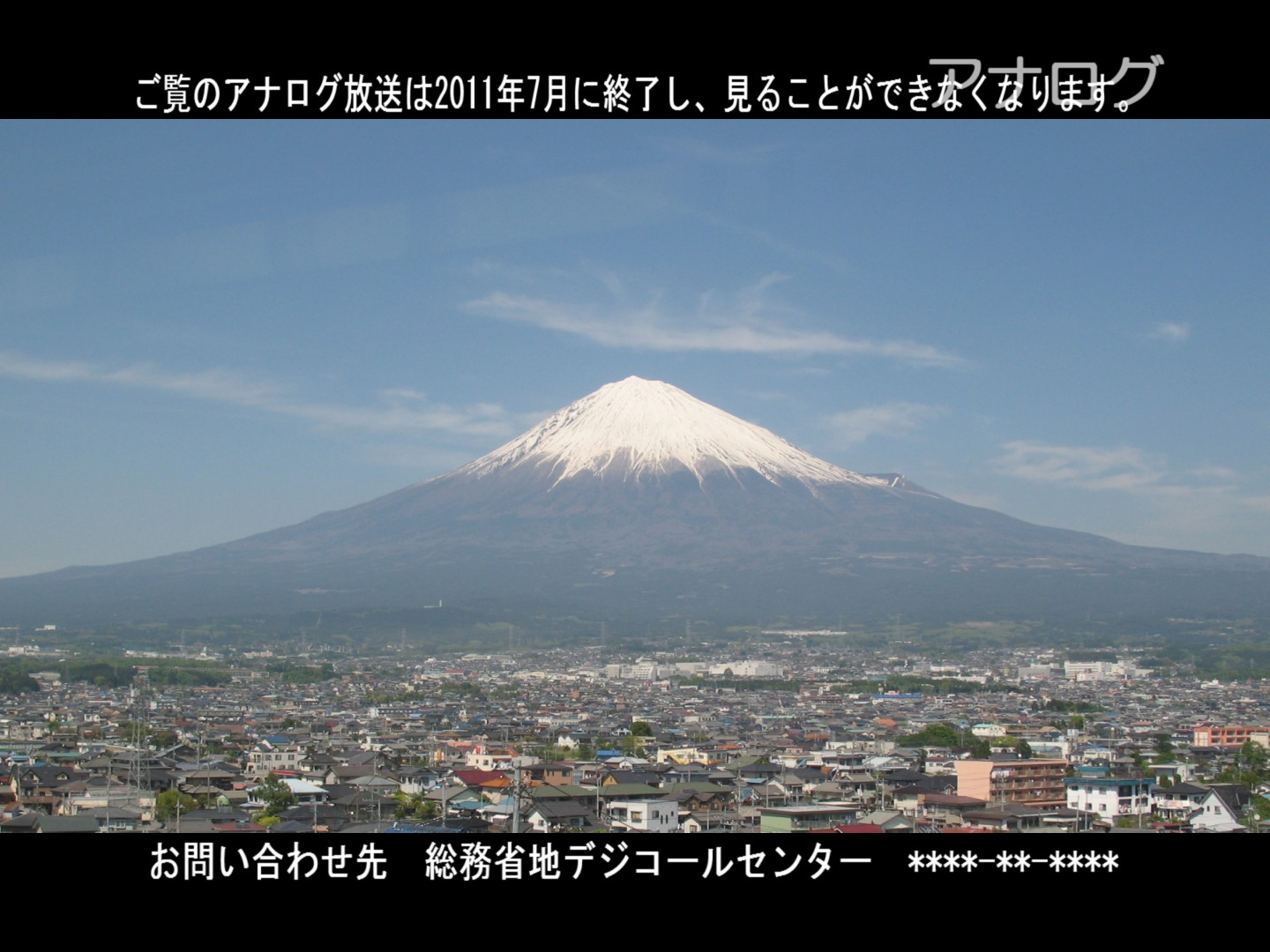
レターボックスのアナログ放送

アナログ放送（アナログほうそう）とはデジタル放送に対して、アナログ方式及びデジタル方式を用いる放送を指すレトロニムで日本では2012年3月31日に完全停波した。

## アナログ放送の種類

### テレビジョン放送
アナログテレビジョンのカラー放送には以下の方式が存在する。1950年代から1960年代末に開発された技術で、1990年代末から先進国を中心にデジタル放送への移行が進められたことにより徐々に衰退している。日本では、2011年7月24日に、岩手・宮城・福島の3県を除く44都道府県で、2012年3月31日には、残る3県でアナログ放送が停波し、デジタル放送に完全移行した。
- NTSC - アメリカ合衆国にて開発された放送方式。北アメリカや南アメリカの大半、東南アジアの一部、日本、韓国、台湾で採用された放送方式である。
- PAL - 西ドイツにて開発された放送方式。西ドイツ（当時）を中心にイギリス等の西ヨーロッパ、南アジア諸国、ASEAN諸国の大部分、中東の大部分、アフリカの一部、ブラジル、オーストラリアなど、最も多くの国で採用された。
- SECAM - フランスにて開発された放送方式。それ以外には旧フランス植民地の多くと一部の東ヨーロッパ（ブルガリアやハンガリー）、ソ連などでも採用されている。

### ラジオ放送
- AM放送 - 振幅変調を用いた放送方式。主に中波帯域で用いられる放送方式。周波数帯域が10kHzであり、帯域を少なく使う事が出来る（日本や韓国や中国では、9kHzである）。
- FM放送 - 周波数変調を用いた放送方式。超短波帯域で利用される放送方式。周波数帯域が100kHz（0.1MHz）である。